# Windbergen
Windbergen er en by og kommune i det nordlige Tyskland, beliggende i Amt Mitteldithmarschen i den centrale del af Kreis Dithmarschen. Kreis Dithmarschen ligger i den sydvestlige del af delstaten Slesvig-Holsten.

## Geografi
Windbergen er beliggende på gestryg Heide-Itzehoer Geest, samme gest som byen Meldorf.
I kommunen ligger ud over Windbergen, bebyggelserne Windberger Bahnhof, Spersdiek og Schmalbeck.